# Диковичеве
Дико́вичеве (в минулому — Іванівка) — село в Україні, у Новоархангельській селищній громаді Голованівського району Кіровоградської області. Населення становить 6 осіб.

## Історія
1859 року у власницькому селі Диковичева (Іванівка) Єлисаветградського повіту Херсонської губернії, мешкало 113 осіб (55 чоловічої статі та 58 — жіночої), налічувалось 27 дворових господарств.

## Населення
Згідно з переписом УРСР 1989 року чисельність наявного населення села становила 26 осіб, з яких 6 чоловіків та 20 жінок.
За переписом населення України 2001 року в селі мешкало 6 осіб.

### Мова
Розподіл населення за рідною мовою за даними перепису 2001 року:
| Мова       | Відсоток |
| ---------- | -------- |
| українська | 66,67 %  |
| молдовська | 33,33 %  |